# Udo Ungeheuer
Udo Ungeheuer (23 de outubro de 1950) é um manager alemâo. Entre 2004 e 2013 foi CEO da Schott AG em Mainz. É desde 2013 presidente da Verein Deutscher Ingenieure (VDI).

## Biografia
Após o Abitur Ungeheuer foi oficial da reserva do 14. Batalhão Blindado; tornou-se tenente da reserva. Ungeheuer estudou engenharia mecânica na Universidade Técnica da Renânia do Norte-Vestfália em Aachen. Completou seu estudo em 1979, obtendo um doutorado em 1985.
Em novembro de 2012 foi eleito presidente da VDI.

## Condecorações
Recebeu a Ordem do Mérito da República Federal da Alemanha.